# カジミェシュ・セロツキ
カジミェシュ・セロツキ（Kazimierz Serocki, 1922年3月3日 - 1981年1月9日）は、ポーランドの現代音楽の作曲家、ピアニスト。名の日本語表記はカジミエルシ、カジミエシなどの綴りも見られる。

## 略歴
ラザール・レヴィにピアノを、ナディア・ブーランジェに作曲を学んだ。ヤン・クレンツ、タデウシュ・バイルトと共にグループ49を結成する。ポーランドの現代音楽の黎明期を代表する人物であり、音源が残っていないが、ピアニストとしても卓越した存在であったと伝えられる。1981年に急逝。後に彼の功績を称えるため、カジミェシュ・セロツキ国際作曲コンクールが開催されることとなった。授賞式には、必ずセロツキの作品が併演される。

## 作風
「交響曲第1番」では新古典的な作風によりながらも、管打楽器の獰猛な同音連打に早くも後年の個性が現れている。「弦楽のためのシンフォニエッタ」、「ピアノソナタ」も同様の作風で作曲されているが、「ピアノ独奏のためのプレリュード組曲」で十二音技法を採用する。調的な音素材の上に装飾的に12音を使う用法は、1950年代の潮流とは全く反するものであった。
「トロンボーン協奏曲」はセロツキの作品の中でも演奏頻度が高い作品だが、1953年のこの作品は習作レヴェルに近いものであり、セロツキの全創作を代表するものではない（しかも、もっぱらピアノ伴奏で演奏される）。ピアノ独奏のための「任意に」もカールハインツ・シュトックハウゼンの影響下の作品であり、自己の個性を世に問えるまでにかなりの時間を要した。
セロツキが真に自己の個性に目覚めるのは、オーケストラのための「交響的フレスコ画」、「ドラマティック・ストーリー」、リコーダーとオーケストラのための「カデンツァ風協奏曲」、ソプラノ独唱とオーケストラのための「ニオベ」、2台ピアノとオーケストラのための「フォルテとピアノ」といった作品群であり、独創的な音響ブロックを飽きるまで畳み掛ける様式が世界中で評価され、創作の全盛期を迎える。6人の打楽器奏者のための「コンティヌーム」、4人の奏者のための「スイングする音楽」などにはコミカルな感性が宿っており、オーケストラ音楽の創作からは想像しにくい一面が見られる。
1970年代後半に入り、前衛イディオムの流行に陰りがみえてくると同時に、ライブ・エレクトロニクスの研究にポーランド人ではいち早く着手し、その研究結果がピアノとオーケストラとライブ・エレクトロニクスのための「ピアノフォニー」に結実する。この作品はライブ・エレクトロニクスが導入された反面、ソナタ形式のような古典的構成や後半のトッカータ風の掛け合いなど、新ロマン主義傾向に浴している面もある。
このピアノフォニーの作曲時点で癌に侵され、ほどなくして没。

## 主要作品

### 室内楽作品
- Suite for 4 trombones - 1953
- Sonatina for trombone and piano - 1954
- Dance for clarinet and piano - 1954
- Improvisationen für Blockflöten-Quartett - 1959
- Continuum - sextet for percussion instruments - 1966
- Swinging Music for clarinet, trombone, cello or double bass, and piano - 1970
- Fantasmagoria for piano and percussion - 1971
- Arrangements for 1-4 recorders - 1975-1976

### 管弦楽作品
- Three Melodies from Kurpie for 6 sopranos, 6 tenors, and chamber orchestra - 1949
- Romantic Concerto for piano and orchestra - 1950
- Symphony No. 1 - 1952
- Symphony No. 2, "Symphony of Song" for soprano, baritone, choir, and orchestra - 1953
- Concerto for trombone and orchestra - 1953
- Sinfonietta for 2 string orchestras - 1956
- Heart of the Night, song cycle for baritone and orchestra - 1956
- Eyes of the Air, song cycle for soprano and orchestra - 1957
- Musica concertante - 1958
- Episodes for strings and 3 groups of percussion - 1959
- Segmenti - 1961
- Symphonic Frescoes - 1964
- Niobe, music to extracts from a poem by Konstanty Ildefons Gałczyński for 2 reciters (man and woman), mixed choir, and orchestra - 1966
- Forte e piano, music for two pianos and orchestra - 1967
- Poems, to words by Tadeusz Różewicz for soprano and chamber orchestra - 1969
- Dramatic Story for orchestra - 1971
- Fantasia elegiaca for organ and orchestra - 1972
- Impromptu fantasque for recorders, mandolins, guitars, percussion and piano - 1973
- Sonatina for trombone and orchestra - 1974 (arrangement of the 1954 Sonatina)
- Concerto alla cadenza per flauto a becco e orchestra - 1974
- Ad libitum five pieces for symphony orchestra - 1973-1977
- Pianophonie for piano, electronic transformation of sound and orchestra - 1976-1978

### 独奏作品
- Suite of Preludes for piano - 1952
- Brownies (Krasnoludki), 7 miniatures for children for piano - 1953
- Sonata for piano - 1955
- A piacere, suggestions for piano - 1963

### 声楽作品
- Heart of the Night (Serce nocy), song cycle for baritone and piano (text: K.I. Gałczyński) - 1956
- Eyes of the Air (Oczy powietrza), song cycle for soprano and piano (text: J. Przyboś) - 1957
- Songs of Midsummer Night, suite, folk text - 1954
- Suite, from the Opole Region in Silesia, folk text - 1954